# Trappistinnenabtei Gedono
Die Trappistinnenabtei Gedono ist seit 1987 ein indonesisches Kloster in Salatiga, Java (Insel), Erzbistum Semarang.

## Geschichte
Das italienische Trappistinnenkloster Vitorchiano gründete 1987 auf der Insel Java am Vulkan Merbabu das Kloster Gedono (Pertapaan Bunda Permersatu), das 1994 zur Priorei und 2000 zur Abtei erhoben wurde (Oberin, Priorin und Äbtissin: Martha Driscoll). Die Gemeinschaft zog so viele Berufungen an, dass sie bereits 2012 ein Tochterkloster gründen konnte.
Gründung:
- Kloster Our Lady Star of Hope in Macau, Bistum Macau, Volksrepublik China (2011)